# Ernest van der Kwast
Ernest Roelof Arend van der Kwast (Bombay, India, 1 januari 1981) is een Nederlands auteur. Zijn werk kenmerkt zich door humoristisch getint proza en handelt thematisch over identiteitsverlies. Hij brak in 2010 door met zijn roman Mama Tandoori.

## Biografie
Van der Kwast debuteerde in 2005 met de roman Soms zijn dingen mooier als er mensen klappen. Van der Kwast was ook verantwoordelijk voor de verhalenbundel Man zoekt vrouw om hem gelukkig te maken (2003), die hij onder het pseudoniem Yusef el Halal publiceerde met een groep collega-schrijvers (onder wie Steven Verhelst, Ronald Giphart, Ingmar Heytze en Jacob van Duijn). Zijn tweede volledige roman, Stand-in, verscheen in 2007. Het boek werd destijds echter gepresenteerd als geschreven door de acteur Sieger Sloot. Een jaar later meldde Van der Kwast dat hij de auteur was. Hij had de roman opzettelijk geschreven in de stijl van Arnon Grunberg in de hoop hiermee de indruk te wekken dat het om een nieuw pseudoniem van deze auteur ging. De hoofdpersoon, een man van twaalf ambachten en dertien ongelukken, treedt op als stand-in voor schrijvers die uit de schijnwerpers willen blijven.
Van der Kwast was enige tijd hoofdredacteur van het literaire tijdschrift Passionate en organiseert de literaire evenementen Nur Literatur en Gooi een tomaat naar een schrijver en een roos naar de zangeres. Daarnaast presenteert hij elke maand De Unie Late Night in Rotterdam. Hij woont en werkt beurtelings in Nederland en Italië.
In het najaar van 2010 was Van der Kwast met de roman Mama Tandoori genomineerd voor de NS publieksprijs. Op 23 september 2010 verkondigde hij bovendien de auteur te zijn van de eveneens genomineerde thriller Cruise, onder het pseudoniem Suzanne Vermeer. Dit werd vrijwel onmiddellijk daarna weersproken door de uitgever van Vermeer. Van der Kwast zelf gaf de leugen ook toe op 29 september in het radioprogramma Met het Oog op Morgen. Maar daar bleef het niet bij. Op 5 oktober beloofde hij voor iedere stem op zijn boek (via Twitter kenbaar gemaakt), 100 roepies (1,60 euro) te doneren aan de Stichting Onderwijs voor India. Het leverde hem felle kritiek op, onder andere van schrijfster Franca Treur. De NS-publieksprijs 2010 werd uiteindelijk toegekend aan Simone van der Vlugt.
Van der Kwast schreef van februari 2011 tot en met juni 2012 satirische columns voor de website van NRC Handelsblad waarin hij zogenaamd een kopje espresso dronk met personen uit het nieuws, zoals leider Moammar Gaddafi, politicus Geert Wilders en koningin Beatrix.
In mei 2012 verscheen zijn vijfde boek Giovanna's navel, bestaande uit een novelle en vier korte verhalen, bij uitgeverij De Bezige Bij.
In 2016 won hij de Dioraphte Jongerenliteratuur Prijs.